# Wilhelm Brüggeboes
Wilhelm Brüggeboes (* 27. Januar 1919 in Hildesheim; † 12. April 1967) war ein deutscher Theologe und Autor.

## Leben
Brüggeboes besuchte bis 1928 das Josephinum in Hildesheim und studierte in Münster. Nach seiner Priesterweihe am 28. Januar 1934 war er als  Kaplan in Hameln tätig. 1938 absolvierte er das Staatsexamen für Gymnasien. Er unterrichtete als Religionslehrer in Coesfeld, Bielefeld und Soest. 1939 wurde er in Münster mit einer Dissertation über die Fraterherren zum Dr. theol. promoviert. 
Brüggeboes leistete seine Militärzeit ab und war bis 1948 in Kriegsgefangenschaft. Er war Jesuit in Hildesheim und im Lager Walk im Antifa-Komitee. Er war ein Nazi-Gegner, jedoch kein Kommunist. Er unterstützte den „Kulturbetrieb“ im Lager, referierte auch über religiöse Themen, z. B. über den „Altenberger Dom“. Vielen Gefangenen hat er durch seinen geistigen Beistand geholfen. Er war im Lager nicht sehr umstritten, obwohl ihm nicht alle trauten. In besonderer Weise wurde er bekannt durch seine Rezitationen, die er in den Baracken hielt.
Brüggeboes war als Studienrat und Oberstudienrat in Soest und Paderborn tätig. Von 1965 bis 1967 war er Vorsitzender des Vereins für Geschichte und Kunst im Bistum Hildesheim. Am 1. November 1964 wurde er Domkapitular in Paderborn.

## Nachruf
- Die Diözese Hildesheim in Vergangenheit und Gegenwart (DHVG). 35/ 1967 S. 214–215.

## Werke
- Die Fraterherren – Brüder des gemeinsamen Lebens im Lüchtenhofe zu Hildesheim, Diss. Hildesheim 1939
- Jesus Christus – Eine Einführung in das Evangelium, 1961
- Geschichte der Kirche, Ein Lehrbuch für den katholischen Religionsunterricht, 1. Teil, Kirchliches Altertum und Mittelalter, Düsseldorf 1961.[5]